# John Blow
John Blow (1649 - 1 de octubre de 1708) fue un compositor y organista inglés. Entre sus alumnos figuran William Croft y Henry Purcell.

## Biografía
John Blow  probablemente nació en North Collingham, condado de Nottingham. Fue corista de la Capilla Real, y se distinguió allí por su excelencia en música. Compuso varios himnos a una edad inusualmente temprana, como Lord, Thou host been our refuge («Señor, en ti está nuestro refugio»), Lord, rebuke me not («Señor no me reproches»), y el llamado "himno social", I will always give thanks («Siempre daré gracias»), compuesto en colaboración con Pelham Humfrey y William Turner, posiblemente en honor a una victoria sobre los holandeses, o quizá simplemente para conmemorar la amistad escolar entre los tres coristas.
A esa época también pertenece la composición para dos partes de Robert Herrick, Goe, perjur'd man, escrita por pedido del Rey Carlos I de Inglaterra que imita a Dite, o cieli de Giacomo Carissimi. En 1669, Blow fue nombrado organista de la Abadía de Westminster y en 1673 fue designado caballero de la Capilla Real. En septiembre del mismo año se casó con Elizabeth Braddock, que murió en un parto diez años después. 
Blow, que para 1678 estaba doctorado en música, fue nombrado en 1685 como uno de los músicos privados del rey James II de Inglaterra. 
Entre 1680 y 1687, escribió la única ópera (masque para la diversión del rey) que aún sobrevive, "Venus y Adonis". En ella Mary Davies interpretó la parte de Venus, y su hija con Carlos II de Inglaterra, Lady Mary Tudor, aparecía como Cupido. 
En 1687, fue nombrado maestro de coro de la catedral de San Pablo en Londres. En 1695, fue elegido organista de Santa Margarita en Westminster, y se dice que retomó su trabajo como organista en la Abadía de Westminster del que se había retirado en 1680 para cederle el lugar a su alumno Henry Purcell. En 1699 fue nombrado en el nuevo puesto de Compositor de la Capilla Real.
También fue un gran músico de su tiempo

## Obra musical
Se conocen actualmente cuarenta obras de culto y más de cien himnos de John Blow. En adición a esta música puramente eclesiástica, Blow escribió Great sir, the joy of all our hearts (Gran Señor, alegría de nuestros corazones) y odas para el nuevo año de 1682, 1683, 1696, 1687, 1688, 1689, 1693, 1694 y 1700. Odas y composiciones similares para la celebración del día de Santa Cecilia (1684, 1691, 1695 y 1700). Dos himnos para la coronación de James II; Behold, O God, our Defender («Contempla, Señor nuestro defensor») y God spake sometimes in visions («Dios habló a veces en visiones»). Compuso así mismo algunas piezas para clavicordio para la segunda parte de Musick's handmaid de Henry Playford, Epicedium for Queen Mary (1695) y Oda en la muerte de Purcell (1696).
En 1700, publicó sus Amphion Anglicus, colección de piezas de música para una, dos, tres y cuatro voces, con bajo continuo.
Una famosa página en la Historia de la Música de Charles Burney, se detiene en ilustrar las "crudezas" de la composición de Blow, muchas de las cuales sólo muestran méritos en los esfuerzos de expresión inmadura, característicos de la música inglesa del período. Otras "crudezas" , donde Burney dice "que se encuentra perdido" (en su crítica), son logros realmente excelentes. 
Blow murió en 1708 en su casa de Broad Sanctuary y fue sepultado en el ala norte de la Abadía de Westminster.

## Media
Escuchar el Prelude de John Blow (archivo MIDI).